# Wincenty Trojanowski
Pour les articles homonymes, voir Trojanowski.
Wincenty Trojanowski, né en 1859 à Varsovie et mort dans la même ville en 1928, est un peintre, médailleur et historien de l'art polonais.

## Biographie
Wincenty Trojanowski commence à étudier la peinture en 1878-1880 à l'École de dessin de Varsovie avec Wojciech Gerson et Aleksander Kamiński. Il poursuit ses études en rejoignant en 1880 l'Académie russe des beaux-arts de Saint-Pétersbourg. À partir de 1885, il étudie pendant un an à l'Académie des beaux-arts de Munich avec Sándor Wagner. En 1890, il visite le Moyen-Orient. Après son retour en 1893, il se sédentarise à Paris où il travaille. Il se spécialise dans la gravure de médaille et participe à de nombreuses expositions. Il a reçu de nombreux prix et distinctions pour son savoir-faire et son travail. En 1903, il retourne à Varsovie et, un an plus tard, il y fonde l'École des arts appliqués artistiques.
Wincenty Trojanowski est inhumé au cimetière de Powązki de Varsovie.

## Œuvre
Trojanowski a d'abord exercé une activité de peintre en produisant notamment des scènes religieuses, puis s'est tourné vers la gravure de médaille. Les médailles de Trojanowski sont rares car elles sont exécutées en un seul exemplaire[réf. nécessaire].
Également auteur d'articles sur l'art, il publie l'ouvrage Wyspiański, l'artiste, l'homme, la vie (Wyspiański, Artysta, Człowiek, Życie) en 1927.
Médaille
- Hector Berlioz, 1897.
- Félix Faure, 1898.